# Paul Ostermann
Paul Ostermann est un homme politique français né le 24 janvier 1878 à Ostheim (Haut-Rhin) et décédé le 25 septembre 1956 à Ribeauvillé (Haut-Rhin)
Exploitant agricole de grands domaines, il est conseiller municipal d'Ostheim en 1903, puis maire en 1908, il est élu sénateur du Haut-Rhin de 1935 à 1940. Il ne prend pas part au vote des pleins pouvoirs au maréchal Pétain, le 10 juillet 1940 et se retire de la vie politique.

## Sources
- « Paul Ostermann », dans le Dictionnaire des parlementaires français (1889-1940), sous la direction de Jean Jolly, PUF, 1960 [détail de l’édition]